# Taishi Ci

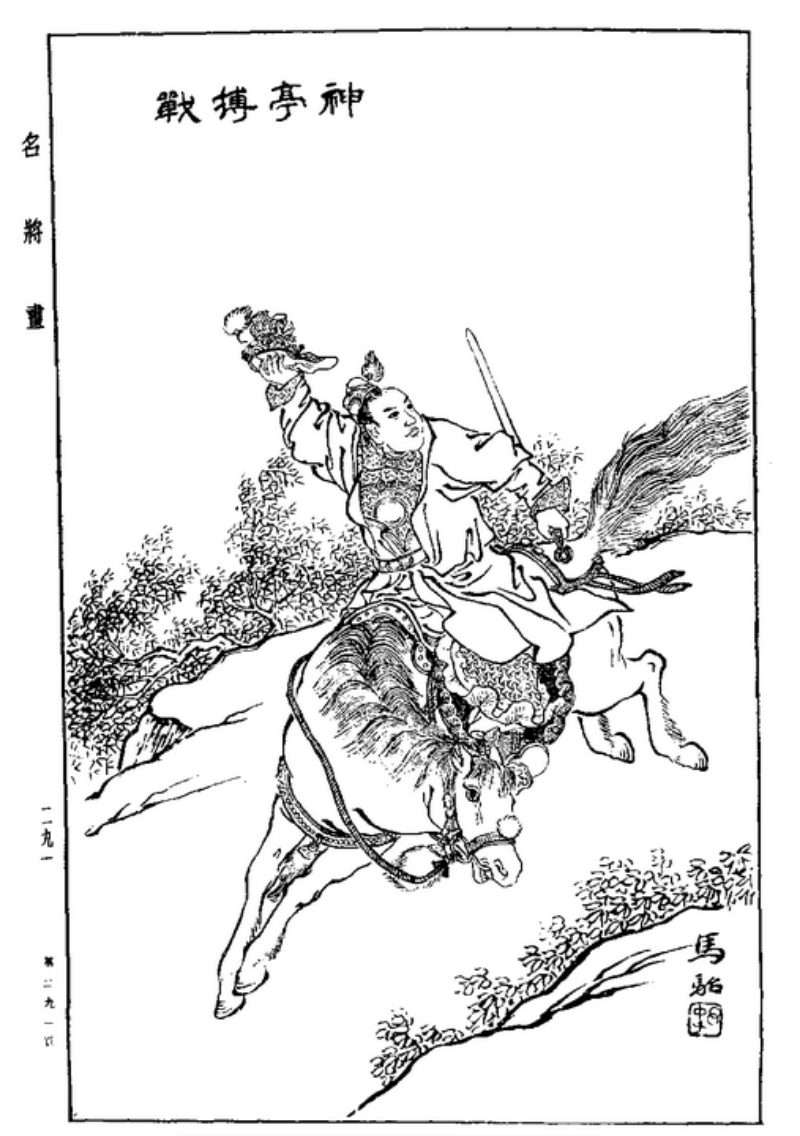
Taishi Ci

Taishi Ci (166–206), nome de cortesia Ziyi, era um general militar que vivia no final dinastia Han Oriental. Um nativo de Donglai Commandery (em torno do atual Longkou, Shandong), ele começou sua carreira como um funcionário menor no escritório local  commandery. 
Em 186, aos 20 anos de idade, tornou-se famoso depois de completar com sucesso uma missão para impedir que uma carta da administração provincial chegasse primeiro à corte imperial em Luoyang. No entanto, por medo de que a administração provincial se vingasse contra ele, ele se escondeu em  Liaodong. 
Depois de voltar de Liaodong, ele viajou para Beihai (em torno da atual Weifang, Shandong) para resgatar o senhor da guerra Kong Rong, que foi sitiado por  Rebeldes Turbantes Amarelos. Ao recorrer a truques, ele conseguiu sair do cerco e procurar ajuda de outro senhor da guerra, Liu Bei. O cerco foi levantado quando Taishi Ci retornou a Beihai com reforços de Liu Bei.